# Luigi Corrado
Luigi Corrado (Oria, 1890 – Roma, 1982) è stato un militare italiano del Regio Esercito, capitano dei bersaglieri.

## Biografia

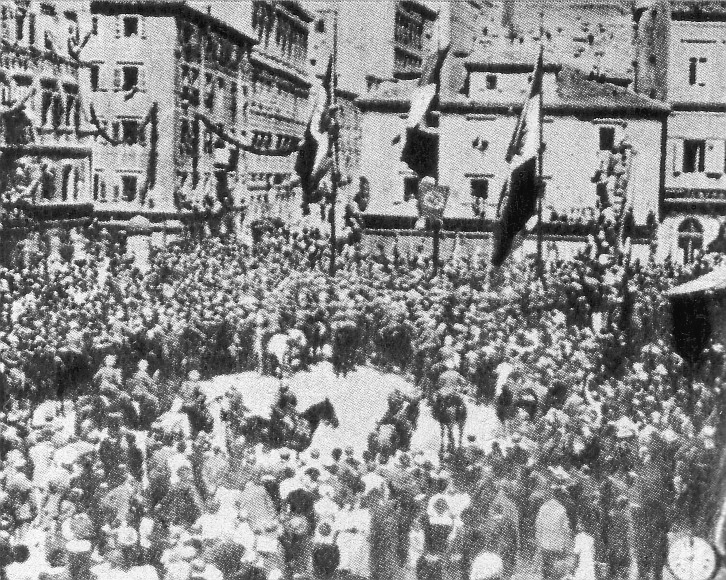
Proclamazione della reggenza italiana del Carnaro.

Partecipò all'impresa di Fiume accanto a Gabriele D'Annunzio al comando del IV Reggimento bersaglieri, rimanendovi fino alla fine della reggenza italiana del Carnaro.
Partecipò inoltre alla spedizione di Zara e comandò la compagnia Bersaglieri della Legione del Carnaro, con base nella Caserma San Domenico, dal 19 novembre 1919 al 31 dicembre 1920.